# كولن وارد (لاعب دوري الرغبي)
كولن وارد (بالإنجليزية: Colin Ward)‏ هو لاعب دوري الرغبي أسترالي، ولد في 4 يناير 1971 في نيوساوث ويلز في أستراليا.